# AKA 7even (album)
AKA 7even è il primo album in studio del cantautore italiano omonimo, pubblicato il 21 maggio 2021 con doppia etichetta Columbia Records e Sony Music.

## Descrizione
Il progetto discografico, pubblicato dopo la partecipazione del cantautore alla ventesima edizione del talent show Amici di Maria De Filippi, si compone di dodici tracce scritte dallo stesso AKA 7even con la collaborazione di autori e produttori, tra cui Max Elias Kleinschmidt, in arte Cosmophonix. Ad esse sono state poi inserite altre tre tracce remixate in collaborazione con quest'ultimo nella riedizione intitolata Summer Edition.

## Tracce
1. Yellow – 2:55
2. Easy – 3:08
3. Mille parole – 2:39
4. Fuori – 2:27
5. Strike – 2:27
6. Mi manchi – 2:44
7. Luna – 2:19
8. Black – 2:24
9. Blue – 2:10
10. Loca – 2:26
11. Rolly Stone – 2:49
12. Torre Eiffel – 3:06

Summer Edition
1. Luna RMX (feat. Cosmophonix) – 2:28
2. Black RMX (feat. Cosmophonix) – 3:03
3. Blue RMX (feat. Cosmophonix) – 2:13

## Classifiche

### Classifiche settimanali
| Classifica (2021) | Posizione massima |
| ----------------- | ----------------- |
| Italia            | 3                 |

### Classifiche di fine anno
| Classifica (2021) | Posizione |
| ----------------- | --------- |
| Italia            | 18        |